# Nikolaj Nikolajevič Polikarpov
Nikolaj Nikolajevič Polikarpov [nikoláj nikolájevič polikárpov] (rusko Никола́й Никола́евич Полика́рпов), ruski letalski konstruktor, * 8. julij 1892, vas Georgijevsko, Livenski okraj, Orlovska gubernija, Rusija, † 30. julij 1944.
Polikarpovu so nadeli vzdevek »kralj lovcev«. Skonstruiral je niz dvokrilnih lovskih letal I-15 (1934) in enokrilni I-16 (1933). Sodeloval je pri izdelavi letala Sikorskega S-22 Ilja Muromec leta 1916. Pod njegovim vodstvom so leta 1923 izdelali prvo lovsko letalo I-1 (IL-400) in izvidniško letalo P-1, leta 1927 lovsko letalo I-3 in leta 1928 izvidniški jurišnik P-5 ter šolsko letalo U-2 (po njegovi smrti preimenovan v Po-2).

## Življenje in delo
Polikarpov se je rodil v družini duhovnika. Leta 1911 se je Kolja vpisal na politehnični inštitut v Sankt Peterburgu. Tri leta kasneje leta 1914 ga je začelo zanimati letalstvo in začel je študirati aerodinamiko na fakulteti za ladjedelništvo. Diplomiral je leta 1916 in se zaposlil na letalskem oddelku Rusko-Baltske  železničarske tovarne (RBBZ). Tu je delal do leta 1918. V tem času je bil njegov neposredni načelnik Sikorski. Po revoluciji je Sikorski prigovarjal Polikarpova naj se odseli iz domovine, vendar se je odločil ostati v Rusiji. Pod njegovim vodstvom so od marca 1918 do oktobra 1929 skonstruirali, izdelali in uvedli v serijsko proizvodnjo deset tipov letal, vključno z znamenitim U-2.
Leta 1929 je prišel prvi val aretacij »sovražnikov naroda«. Mednje so uvstili tudi Polikarpova. Ker je bil sin duhovnika, naj ne bi bil sposoben doumeti nove marksistično-leninistične ideologije. Uradno so ga obdolžili »kontrarevolucionarne sabotaže v letalski industriji«. Oktobra 1929 so ga zaprli in obsodili na smrt s streljanjem. Po dveh letih čakanja na izvršitev kazni so ga leta 1931 premestili v šaraško CKB-39 OGPU, nastanjeno v strogo nadzorovanem območju Butirskega zapora v Moskvi, in kolegij OGPU mu je 18. marca diskretno spremenil kazen na deset let prisilnega dela. Na srečo so mu kazen zmanjšali na pogojno in ga julija 1931 amnestirali skupaj z nekaterimi drugimi obtoženci. Pred aretacijo si ni nikakor mogel misliti, da bo skupaj prisilno delal z Grigorovičem. Skupaj z njim so delali še Kostkin, Nadaškevič in E. J. Majorov (Majoranov). Delo v biroju je zagotavljala državna letalska tovarna št. 39. Ni čudno, da so pozneje za nekaj časa biro prestavili v hangar št. 7 tovarniškega letališča. Tako je zaprta druščina inženirjev razdelala uspešen enosedi dvokrilni lovec, ki so ga uvedli v Vojno letalstvo Rdeče armade z oznako I-5. Junija 1931 so Polikarpova po zaključku preskusnih letov in po prikaznem poletu I-5 preskusnega pilota Čkalova pred Stalinom, Vorošilovom in Sergojem končno pomilostili. Polikarpova so dokončno rehabilitirali šele 1. septembra 1956. Med letoma 1931 in 1944 je Polikarpov izdelal še deset tipov letal, večinoma lovcev. Poleg lovcev I-15, I-153 in I-16 sta se izkazali tudi letali I-180 in še posebej I-185.
Maja 1931 je Polikarpov postal namestnik načelnika brigade št. 3 CKB-CAGI Suhoja. V letu 1933 je Polikarpov postal načelnik brigade št. 2 CKB letalske tovarne št. 39, katere biro je vodil Iljušin. Leta 1938 je Polikarpov postal glavni konstruktor biroja, nastanjenega v letalski tovarni št. 156. 
Poleg lovskih letal I-15 in I-16 so pod njegovim vodstvom leta 1939 izdelali dvokrilni lovski jurišnik I-153 »Čajka«. Ta letala so skupaj predstavljala sovjetsko lovsko letalstvo v predvojnem času. Med letoma 1938 in 1944 so pod njegovim vodstvom izdelali preskusna vojna letala I-180, I-185 in druga. 15. decembra 1938 se je pri prvem poskusnem letu z I-180 smrtno ponesrečil Čkalov. Pri Polikarpovu je delalo mnogo nadarjenih inženirjev, med njimi Tairov. V letu 1943 je postal profesor Moskovskega letalskega inštituta (MAI). Zadnji lovec Polikarpova I-185, ki so ga v serijsko proizvodnjo uvedli leta 1943, je prekašal vse tedanje sovjetske lovce. Po letalnih sposobnostih sta se mu približala le La-7 in Jak-3, vendar so ju uvedli leta 1944.
V tem času je razvijal vodljivo raketno orožje, višinski lovec in desantno jadralno letalo.
Umrl je zaradi raka želodca. Pokopali so ga na pokopališču Novodevičje v Moskvi.
Po njegovi smrti je postal vodja njegovega biroja Čelomej. Delo so preusmerili na raziskave raket in brezpilotne leteče bombe. Leta 1953 je začel biro voditi Suhoj.

## Priznanja
Nagrade
Prejel je več nagrad, med drugim dvakrat Državno Stalinovo nagrado (1941, 1943) in leta 1940 nagrado heroja socialističnega dela.
Poimenovanja
Po njem so poimenovali goro v Pamirju in ulico v Moskvi.